# Idioctis intertidalis
Espèce
Synonymes
- Atrophonysia intertidalis Benoit & Legendre, 1968

Idioctis intertidalis est une espèce d'araignées mygalomorphes de la famille des Barychelidae.

## Distribution
Cette espèce se rencontre à Madagascar, aux Comores et aux Seychelles,,.

## Publication originale
- Benoit & Legendre, 1968 : Un barychelide nouveau de Madagascar: Atrophonysia intertidalis gen sp. nov. (Aranea - Orthognatha). Revue de Zoologie et de Botanique Africaines, vol. 77, p. 329-334.